# Dolmen de Pedrarca
El Dolmen de Pedrarca, o Pedra Arca, és una construcció funerària que es troba al municipi de Vilalba Sasserra, (Vallès Oriental), declarat Bé cultural d'interès local.
És de planta rectangular i amb una gran llosa de coberta del Neolític.

## Situació
Al peu del camí de Ca n'Adrià, que baixa vers el riu Mogent, a 150 metres de la carretera C-251. Al costat d'un pi pinyoner que el guareix. En el límit dels termes municipals de Vilalba Sasserra i Llinars del Vallès.

## Descripció
El megàlit, de planta rectangular, està format per tres lloses i una coberta, totes elles de material granític. L'orientació de la cambra dolmènica és de 270° oest i fa 1,75 metres de longitud conservada per 1,40 metres d'amplada conservada. Quant a les mides de les lloses, la de la coberta fa 2,30 x 1,50 x 0,45 metres, la llosa esquerra fa 1,75 x 1,05 x 0,45 metres, la llosa de la dreta fa 2,10 x 1,15 x 0,35 metres i la llosa de la capçalera fa 1,70 x 0,70 x 0,40 metres. Les lloses es trobaven desplaçades a causa de l'acció erosiva del pi que hi ha al costat. Les lloses de la cambra es troben clavades en un nivell de sorra d'origen granític de textura grollera amb presència de còdols de quars i de granit. Tant la llosa dreta com l'esquerra tenen un reforç a la base que les falquen per tal de mantenir la seva verticalitat. Pel que fa a la coberta, li manca un tros en l'angle sud-oest, i a sobre presenta inscultures, concretament 19 cassoletes circulars, la fondària de les quals no sobrepassa el centímetre, excepte una que fa 3 centímetres. Són elements que s'interpreten com contemporanis a la construcció del megàlit i que es troben comunament en les construccions megalítiques. En l'angle sud-est d'aquesta coberta hi ha gravades unes lletres de difícil interpretació.
El dolmen, conegut des d'antic, es trobava en molt mal estat de conservació sobretot pel fet de trobar-se al peu del camí. Això, juntament amb la destrucció parcial del túmul per l'eixamplament del camí, va fer necessària una intervenció arqueològica d'urgència i una posterior adequació del jaciment. Durant l'excavació d'urgència, realitzada entre el desembre de 1992 i el gener de 1993, i una vegada excavat el nivell superficial, es va documentar la presència de dues acumulacions de pedres de petita mida que es recolzen sobre les dues lloses laterals i que formen part del túmul. Al delimitar aquestes acumulacions de pedres van aparèixer alguns fragments de ceràmica a mà.
També es va comprovar que molts dels grans blocs que hi havia al voltant de la cambra no es trobaven en la seva posició originària, tret d'un gran bloc situat a uns 5 metres (direcció sud) de la cambra i que podria ser l'únic bloc que es conservaria de l'anell que encerclava la cambra, i possiblement el bloc que es troba al costat de la llosa esquerra. Posteriorment es procedí a l'excavació de la cambra fins a arribar a la base de les lloses. El material recuperat va consistir en alguns fragments de ceràmica a mà i alguns sílex.
Quant a les lletres gravades sovint s'han interpretat com a caràcters primitius o bé com a senyalització del límit entre els municipis de Llinars del Vallès i Vilalba Sasserra. Aquesta interpretació vindria recolzada pel fet que actualment el dolmen està ubicat en la línia divisòria entre ambdós municipis.
Finalment s'obriren dues trinxeres en els laterals de la cambra seguint l'eix N-S per tal de conèixer la dinàmica horitzontal i vertical del túmul i s'establí la seqüència estratigràfica:
1. Nivell superficial de terra vegetal on van aparèixer fragments de ceràmica a mà i algun sílex barrejat amb materials moderns
2. Nivell de sorra d'origen granític de textura fina i color fosc. A la part superficial es localitzen les dues concentracions de pedres.
3. Nivell de sorra d'origen granític de textura grollera amb presència de còdols de quars i de granit. En aquest nivell és on estan clavades les lloses de la cambra i apareixen alguns fragments de ceràmica a mà.

Amb l'excavació de la trinxera sud es comprovà que la seqüència estratigràfica segueix fins a arribar a un gran bloc de granit de grans dimensions (150 x 70 cm) que es troba clavat en aquest nivell a 5 metres de la cambra. La seva ubicació delimita un canvi en l'estratigrafia, ja que darrere d'ell el nivell 2 no apareix. Associat a aquest bloc hi ha una petita concentració de pedres.
A la trinxera nord, la seqüència estratigràfica es segueix al llarg dels 6 metres oberts i també apareix un bloc a 5 metres de la cambra, encara que aquest de dimensions més reduïdes que l'anterior. Aquests blocs limítrofes, formarien part d'un gran anell que encerclaria el túmul i la cambra dolmènica.
Finalment es va obrir un sondeig davant la cambra i es comprovà que es tracta d'una cambra simple sense corredor.
El material arqueològic recuperat durant la intervenció d'urgència es va trobar fora de context estratigràfic a causa de l'acció de les arrels del pi, els forats fets pels furtius i els caus de petits rosegadors. L'únic material que no aparegué remogut està format per restes ceràmiques i indústria lítica.
La indústria lítica apareix tallada sobre sílex i hi predominen els esclats de petita tipometria i els fragments. Pel que fa al material retocat, està format per una osca sobre esclat, un gratador sobre esclat, làmina fragmentada distalment amb retoc marginal i un fragment de lamineta amb el dors esquerre rebaixat. Tot i que el material lític no permet precisar la seva adscripció cronocultural, es pot dir que la lamineta de dors se situa dins el neolític. Malgrat això, no es poden realitzar més precisions a nivell tipològic i tecnològic. La major part del material determinable no desdiu una atribució cronològica d'un neolític final.
També cal esmentar la troballa d'un fragment de base de molí en sorrenca que va aparèixer en netejar la cambra i un fragment d'un petit morter trobat al túmul. El material ceràmic recuperat és poc nombrós i les formes i decoracions són poc definitòries.
A banda de tot aquest material prehistòric, en la neteja del superficial també van aparèixer dues monedes: una de coure de l'any 1878 d'Alfons XII, de 5 cèntims i encunyada a Madrid, i una altra d'un Ardit de Felip III (IV de Castella) encunyada a Barcelona entre els anys 1624/1635 o entre 1653/1655.